# پیریدوستیگمین
پیریدوستیگمین (به انگلیسی: Pyridostigmine Bromide)
رده درمانی: داروهای کولینرژیک مهارکننده استیل کولین استراز
اشکال دارویی: قرص

## موارد مصرف
پیریدوستیگمین در میاستنی گراو (Myasthenia Gravis) مصرف می‌شود. 

## مکانیسم اثر
پیریدوستیگمین مهارکننده قابل برگشت کولین استراز بوده لذا تخریب استیل‌کولین را مهار کرده و غلظت آن را در در سیناپس‌ها زیاد می‌کند و بدین‌ترتیب انتقال ایمپالس‌ها را از میان پیوستگاه عصبی عضلانی تسهیل می‌نماید.

## عوارض جانبی
کاهش ضربان قلب (برادیکاردی) ،انقباض راه‌های هوایی (برونکواسپاسم ،انقباض برونش ) ، تعریق ، اسهال ، تهوع ، افزایش ترشح بزاق